# The Woman in Me (Shania Twain-album)
The Woman in Me er det andet studiealbum af de canadiske countrysanger Shania Twain og det første af hendes albums, hvor størstedelen af sangene er helt eller delvist skrevet af hende. Det blev udgivet den 7. februar 1995, og blev hendes bedst sælgende udgivelse på dette tidspunkt, hvor det havde solgt 4 millioner eksemplarer ved udgangen af året. Den 1. december 2000 var det blevet certificeret 12× Platin af RIAA, hvilket svarer til 12 millioner solgte eksemplarer i USA og 20 millioner på verdensplan. Det blev rangeret som nummer 8 på CMTs liste over 40 Greatest Albums in Country Music i 2006.

## Spor
| 1.    | "Home Ain't Where His Heart Is (Anymore)"        | 4:12 |
| 2.    | "Any Man of Mine"                                | 4:06 |
| 3.    | "Whose Bed Have Your Boots Been Under?"          | 4:25 |
| 4.    | "(If You're Not in It for Love) I'm Outta Here!" | 4:30 |
| 5.    | "The Woman in Me (Needs the Man in You)"         | 4:50 |
| 6.    | "Is There Life After Love?"                      | 4:39 |
| 7.    | "If It Don't Take Two"                           | 3:40 |
| 8.    | "You Win My Love" (Lange)                        | 4:26 |
| 9.    | "Raining on Our Love"                            | 4:38 |
| 10.   | "Leaving Is the Only Way Out" (Twain)            | 4:07 |
| 11.   | "No One Needs to Know"                           | 3:04 |
| 12.   | "God Bless the Child"                            | 1:30 |
| 48:08 |                                                  |      |

## Hitlister
| hitliste (1995–2000)          | Højeste placering |
| ----------------------------- | ----------------- |
| Australien (ARIA)             | 17                |
| 6                             |                   |
| Canadian Albums (The Record)  | 7                 |
| Canadian Country Albums (RPM) | 1                 |
| Holland (Album Top 100)       | 46                |
| European Albums (Top 100)     | 35                |
| Tyskland (Offizielle Top 100) | 72                |
| Irland (IRMA)                 | 60                |
| New Zealand (RIANZ)           | 38                |
| Norge (VG-lista)              | 5                 |
| Skotland (OCC)                |                   |
| Storbritannien (OCC)          | 7                 |
| UK Country Albummer (OCC)     | 1                 |
| US Billboard 200              | 5                 |
| US Country Albums (Billboard) | 1                 |
| US Catalog Albums (Billboard) | 1                 |

| Hitliste (1990–99) | Placering |
| ------------------ | --------- |
| US Billboard 200   | 38        |

| Hitliste                          | Placering |
| --------------------------------- | --------- |
| US Top Country Albums (Billboard) | 9         |

| Hitlister (1995)                          | Placering |
| ----------------------------------------- | --------- |
| Canada Top Albums/CDs (RPM)               | 8         |
| Canadian Country Albums (RPM)             | 2         |
| US Billboard 200                          | 19        |
| US Top Country Albums (Billboard)         | 2         |
| Chart (1996)                              | Position  |
| Canada Top Albums/CDs (RPM)               | 24        |
| Canadian Country Albums (RPM)             | 1         |
| US Billboard 200                          | 6         |
| US Top Country Albums (Billboard)         | 1         |
| Hitliste (1997)                           | Placering |
| Australian Albums (ARIA)                  | 60        |
| Canadian Country Albums (RPM)             | 6         |
| US Billboard 200                          | 147       |
| US Top Country Albums (Billboard)         | 19        |
| US Top Catalog Albums (Billboard)         | 29        |
| US Top Country Catalog Albums (Billboard) | 3         |
| Hitliste (1998)                           | Placering |
| US Top Catalog Albums (Billboard)         | 9         |
| US Top Country Catalog Albums (Billboard) | 1         |
| Hitliste (1999)                           | Placering |
| US Top Catalog Albums (Billboard)         | 4         |
| Hitliste (2000)                           | Placering |
| UK Albums (OCC)                           | 56        |